# 王長慧
王長慧（1918年—2016年），號憶慈。江蘇省鹽城縣人。民國37年（1948年）在工會團體婦女當選第一屆立法委員。

## 生平[2][3][4]
- 私立南京鍾南中學
- 私立上海兩江女子體育師範專科學校及國立政治大學特別訓練班畢業
- 中央訓練團第一期結業
- 革命實踐研究院第二十五期結業
- 三民主義青年團武漢支團及湖北支團，從事女青年組訓工作
- 湖北省婦女運動委員會常務委員
- 第六戰區婦女動員委員會常務委員
- 湖北省婦女抗敵協會理事長
- 第五戰區婦女動員委員會常務委員
- 私立蕪關中學教員
- 宜昌鄉村師範學校教員
- 湖北第五師範學校教員
- 宜昌學院街小學校長
- 漢口三民小學校長
- 漢口市立三十五小學教員校長[5]
- 漢口市婦女會常務理事
- 漢口市總工會教育委員會常務委員
- 立法院交通委員會召集委員
- 立法委員黨部委員
- 中國國民黨黨務顧問、中國國民黨第十屆全體代表大會代表
- 中國婦女服務社常務理事[6]